# Chicken Scramble
Chicken Scramble là trò chơi video giải đố ghép hình khối trượt sắp phát hành của công ty phát triển Rocket Bottle Games, dự kiến công bố vào ngày 03/09/2014 dành cho hệ điều hành iOS và Android, cùng phiên bản Facebook cũng sắp trình làng.

## Luật chơi
Chicken Scramble là trò chơi giải đố ghép hình khối trượt với cách chơi tương tự trò chơi 2048. Người chơi có thể vuốt lên, vuốt xuống, sang trái hoặc phải trên màn hình cảm ứng để di chuyển các khối gà theo hướng tương ứng trên khắp tấm gạch lát. Đây là các nút điều khiển duy nhất trong trò chơi ngoài các thao tác bấm nút.
Mục đích của trò chơi là dọn sạch các bục. Người chơi thực hiện điều đó bằng cách hoàn thành chỉ tiêu trong số lượt di chuyển quy định. Mỗi bục khác nhau về kích thước, hình dạng và có thể được xen lẫn nhiều chướng ngại vật và tính năng buộc người chơi phải điều chỉnh chiến lược của mình theo từng tấm gạch.
Ngoài ra, người chơi phải đạt đủ số điểm cần thiết để nhận một ngôi sao. Trong hầu hết các trường hợp, chỉ cần hoàn thành chỉ tiêu sẽ đáp ứng được yêu cầu này. Số điểm cao hơn sẽ thưởng cho những người chơi có thêm nhiều ngôi sao - tối đa ba ngôi sao. Ở một số bục, người chơi phải kết hợp nhiều miếng ghép liên tiếp nhằm tăng đủ số điểm để đảm bảo đạt hạng ba sao.

### Gạch/khối đặc biệt
Gạch Flowerbed (Nền hoa) giúp tăng gấp đôi phần thưởng cho người chơi khi ghép hình trên đó. Gạch này rất hữu ích để hoàn thành chỉ tiêu hoặc đạt số điểm cao.
Haystacks (Đụn rơm) là chướng ngại vật nhiều lớp mà người chơi có thể loại bỏ bằng cách ghép hình bên cạnh.
Gạch Hatchpoint (Ổ trứng) là vùng dành riêng nơi trứng mới sẽ xuất hiện. Trứng sẽ không xuất hiện ở bất cứ vùng nào khác trên bản đồ khi đang có gạch này.
Dandelions (Bồ công anh) là chướng ngại vật lan khắp tấm gạch. Người chơi có thể loại bỏ bồ công anh bằng cách ghép hình bên cạnh. Nếu một bồ công anh không được loại bỏ ở lượt chơi đó thì một bồ công anh mới sẽ mọc lên trong một viên gạch trống bên cạnh bồ công anh hiện có.

### Gà đặc biệt
Gà đặc biệt thường là chướng ngại vật trong trò chơi Chicken Scramble. Có thể loại bỏ bằng cách ghép chúng với gà thường phù hợp.
Sleeping chickens (Gà ngủ) có thể di chuyển nhưng lại tạo ra chướng ngại vật cho người chơi vì không thể ghép chúng với gà khác. Khi thức dậy, chúng phát triển lên cấp độ tiếp theo.
Caged chickens (Gà nhốt chuồng) không thể di chuyển. Khi được thả ra, chúng phát triển lên cấp độ tiếp theo.
Robot chickens (Gà robot) là những quả bom phát nổ sau một số lượt chơi nhất định (thể hiện qua con số phát sáng trên ngực) khiến người chơi thua cuộc. Khi được tháo ngòi nổ, gà robot sẽ được loại bỏ hoàn toàn khỏi tấm gạch.

### Công cụ tiện ích
Undo (Hoàn tác) cho phép người chơi trở về trạng thái tấm gạch trước đó một lượt. Chỉ tiêu, số lượt di chuyển và số điểm đều được thiết lập lại; số điểm công cụ tiện ích không bị ảnh hưởng. Hoàn tác thường dùng để khắc phục lỗi nhưng cũng là công cụ cần thiết để bảo vệ số điểm kết hợp cao. Hoàn tác là công cụ thường dùng nhất trong ba công cụ bổ sung và có thể mua theo bộ năm cái.
Claw (Càng) loại bỏ gà và chướng ngại vật. Nó là công cụ bổ sung đa năng có thể sử dụng trong nhiều trường hợp. Càng có thể mua theo bộ ba cái.
Fill (Đổ đầy) khiến trứng xuất hiện trên mọi viên gạch trống trong tấm gạch. Nó được dùng làm phương tiện nhanh để phá hủy chướng ngại vật như đụn rơm và bồ công anh, tăng điểm và bảo vệ điểm kết hợp. Đổ đầy là công cụ hiếm nhất trong ba công cụ tiện ích và không bán theo bộ.

### Mua trong ứng dụng
Người chơi có thể mua loại tiền cao cấp - Tiền Vàng - để chi tiêu cho nhiều mặt hàng trong trò chơi.
Mô phỏng lối chơi của trò chơi điện tử, người chơi có thể có tối đa năm mạng. Họ mất một mạng khi không thể dọn sạch một bục. Khi hết mạng, họ phải mua thêm mạng để tiếp tục chơi bằng cách mua mạng dự trữ, nhận mạng của bạn bè hoặc đợi 30 phút.
Khi người chơi không thể dọn sạch một bục nhưng vẫn còn số lượt di chuyển, họ có thể sử dụng công cụ tiện ích; thường là khi người chơi hết số lượt di chuyển hiệu lực và bị mắc kẹt. Nếu không, họ có thể mua thêm số lượt di chuyển. Nếu gà robot nổ, người chơi cũng có thể mua thêm mạng khác và tiếp tục chơi.

## Tiếp nhận
Nhận xét về trò chơi Chicken Scramble nhìn chung là tích cực, với sự đánh giá cao của giới phê bình về luật chơi đơn giản, nghệ thuật và âm nhạc chất lượng.